# II. Miklós pápa
II. Miklós (Château de Chevron, 990-es évek – Firenze, 1061. július 27.) volt a 155. pápa Szent Péter trónján. Annak ellenére, hogy mindössze alig három éven keresztül vezette az egyházat, igen jelentős és hosszú távon is következményekkel járó pontifikátust tulajdonítanak neki. Miklós uralkodását a kortársak bátornak, merésznek és céltudatosnak nevezték. Ugyanakkor a feljegyzések alapján személyét a mélyen vallásos, megbocsátó, határozott és következetes jelzőkkel látták el.

## Pályájának kezdete
Eredeti nevén, Gèrard de Bourgogne a mai francia Savoie területén született, Chevron várában. Nemes családból származott, aminek megfelelően igen kiváló neveltetésben részesült. Mivel akkoriban egyedül a papok oktatták a nemesi ifjakat, így Gèrardnak sem volt nehéz az egyház bűvkörébe kerülni.
A szeminárium elvégzése után a burgundiai származású pap Liège-ben kanonoki rangot kapott, majd 1046-ban Firenze érseki székébe iktatták be. Ebben az időben vált egyre ismertebbé neve a római klérus körében, hiszen Gèrard érsek lelkes támogatója volt a Hildebrand bíboros által megkezdett reformoknak. Több nevezetes zsinattal sikerült megfegyelmeznie a szétszórt firenzei egyházmegyét. Visszaszorította a szimóniát és az invesztitúrát, valamint támogatta a papi nőtlenséget.
Ezen érdemek vezettek el addig, hogy amikor IX. (X.) István meghalt, Hildebrand és az időközben Rómában a tusculumi grófok által egyházfővé tett X. Benedek uralmát ellenző papság őt támogassa a pápai trónon.

## Siena
A csalással és a kánoni jogok áthágásával megválasztott Benedek híre eljutott tehát Hildebrand fülébe is. A bíboros éppen Németországból tartott vissza az örök városba, amikor Firenzében megkapta a hírt az új pápáról. Hildebrand gyorsan döntött: Benedeket trónbitorlónak bélyegezte meg, majd elment Toszkána-Lotaringia hercegéhez, Godfridhoz, akinek támogatását kérte jelöltje, Burgundiai Gèrard mellett. Miután hosszas egyezkedések után Godfrid, Itália legbefolyásosabb világi ura beleegyezett a firenzei érsek támogatásába, Hildebrand meggyőzte a római klérus nagy részét Gèrard alkalmasságáról, és legátust küldött Ágnes császárnéhez, hogy adja ő is áldását az újonnan megválasztandó egyházfő személyére.
Miután a bíboros minden támogatást megszerzett Gèrardnak, 1058 decemberében Siena városában zsinatot hívott össze, amelyen szabályosan pápává választották Gèrardot, aki felvette a II. Miklós uralkodói nevet.
A hivatalosan elismert egyházfő hamarosan jelentékeny had élére került, amelyeket támogatói küldtek neki. Miközben Róma felé haladtak, Miklós Sutriban zsinatot tartott, amelyen megfosztották X. Benedeket hivatalától, és kiátkozták az egyházból. A zsinaton részt vett Godfrid herceg és az udvari kancellár, Parmai Guibert is. Az erős sereg 1059-ben elérte Rómát, és kiűzte onnan Benedeket minden támogatójával együtt. Az ellenpápa Galera erős várába menekült Miklós elől.
1059. január 24-én Rómában a hagyományos ceremónia keretében Miklós fejére helyezték a tiarát. Ugyan sikerült megszerezni a legfőbb hatalmat, és a császár támogatását is, Miklós gyorsan végére akart járni a Benedek-ügynek. Dél-Itália mindig is kemény diónak bizonyult a császári erők számára is, ezért a szentatya úgy döntött, hogy új szövetségeseket kell keresni. Ezért megbízta Hildebrandot, hogy keresse fel a vidéket jól ismerő, harcos normannok urait, és próbálja megnyerni őket Benedek ellen.
A bíboros elismerte Aversai Richárd grófot Capua hercegének, amelynek hatására Richárd normann csapatokat adott Miklós hada mellé. A pápa így indult el a campagnai csatamezőre, ahol Benedek támogatóinak erős serege várakozott rá. Ugyan sikerült diadalt aratnia Miklósnak, de mégsem sikerült teljesen megsemmisíteni az ellenzéki pártot és Benedeket sem sikerült elfogni. A csata után az egyházfő igyekezett megszilárdítani hatalmát az újonnan szerzett területeken, ezért pásztori útra kelt, és személyesen tárgyalt Spoleto, Farfa és Osimo vezetőivel. Ezenkívül kinevezte Desideriust, a Monte Cassinoi kolostor apátját Campania, Benevento, Apulia és Calabria pápai legátusának és bíboros-presbiteri rangra emelte.

## Milánó
Miklós egyik legfontosabb egyházi sikere kötődik az északi városhoz. Milánó klérusa erős ellenérzéseket táplált a reform-pápák tevékenységéhez, és egyébként sem állt messze tőlük az a törekvés, hogy egyházmegyéjüket kivonják a pápa felügyelete alól. Akkoriban Wido érsek állt az egyházmegye élén. De az egyházmegye nem minden tagja értett egyet a főpap véleményével. Volt egy csoport, amely ellenezte Wido hatalmát, és a hildebrandi reformok híveként követelték a milánói egyház megtisztulását. Ezt a csoportot Pataria néven ismerte a korabeli egyházi krónika.
Miklós 1059-ben túlságosan el volt foglalva a Benedek ellen vezetett csatával, ezért Damiáni Pétert és Luccai Anselm püspököt küldte a lombard tartományba, hogy támogassák a Pataria mozgalmat. A két európaszerte ismert szónok több zsinatot hívott össze az egyházmegyében, és végül sikerült meggyőzni Wido érseket a reformok tiszteletéről. Hatásukra Wido újra elismerte Róma fennhatóságát, és az 1059-es lateráni zsinaton is részt vett egész egyházmegyéjével együtt.

## Lateráni zsinat
A kor egyik legfontosabb egyházi problémájává nőtte ki magát a pápaválasztás megújítása. Miklós pontifikátusának legfontosabb intézkedése kötődik ehhez a problémához, hiszen hosszú évszázadokon keresztül az ő idejében megállapított választási szabályok alapján kerülhetett új pápa az egyház élére.
Miklós úgy érezte, hogy az ingatag császári hatalom sem képes kielégítően támogatni és óvni a pápaság intézményét. Ezért merész újításával a birodalomtól is igyekezett függetleníteni az egyházfői hatalmat.
Az apropót Benedek ellenpápasága szolgáltatta, aminek fontos következményeként a Laterán úgy vélte, hogy a pápaválasztás jogából ki kell zárni a római pártokat és minden világi befolyást, ideértve a Német-római Birodalom császárait is. Ezért hívta össze Miklós 1059 húsvétján a Lateránba híres zsinatát, amelynek legfőbb témája a pápaválasztás szabályainak megújítása volt. Olyan nagy jelentősége volt ennek a gyűlésnek, hogy az itt lejegyzett autentikus szöveg értelmezésén még a 19. században is heves vita folyt. A lateráni zsinat a következő főbb pontokat határozta meg az egyházfőválasztás szabályairól:
- A pápa halála után a bíboros-püspökök (akik akkoriban mindössze heten voltak) összeülnek, és tanácsuk megegyezik egyetlen jelöltben, akinek megszavazásában a többi bíborosnak is szerepe van, de ők nem javasolhatnak senkit a pápai trónra. A klérus többi részének és a laikusoknak, uralkodóknak mindössze a döntés elismeréséhez van joguk.
- Prioritásként a római egyházmegye egyik tagját kötelesek választani, de ha nem találnak Rómában alkalmas személyt a szent hivatal betöltésére, akkor máshonnan is választhatnak jelöltet.
- A választás helyszíne mindig Róma legyen, kivéve ha a szabad választás akadályokba ütközik.
- Amennyiben háború vagy más körülmények meggátolják az új pápa hivatalos beiktatását a római Szent Péter-bazilikában, akkor is teljes apostoli hatalommal élhet az új egyházfő.
- A német-római császárok megerősítési jogát ezentúl a Szentszék személyes privilégiumként adományozza a császároknak, amely megilleti IV. Henriket és leszármazottait.

A nagy súlyú döntések mellett a lateráni zsinaton tiltották a szimóniát, a világi személyek beiktatását és a papi bujaságot. Megváltoztatták a kanonokok és apácák életvitelének szabályait is. A 817-ben megalkotott szabályok szerint ugyanis ők tarthattak magánvagyont, és ételben is annyit fogyaszthattak, amennyit a püspöki kar meglátása szerint tengerészek és kétes hírű matrónák engedhetnek meg maguknak.

A zsinat közvetlen politikai hatásai már Miklós idején megmutatkoztak, pedig ez csak a jéghegy csúcsa volt.

## Normann szövetség és Galeria
Miklós érezte, hogy a gyengülő német-római császári udvarnak a lateráni döntések nem lesznek ínyére, és még hátra volt a X. Benedek ellen irányuló hadjárat jelentős része. Ezek hatására a pápa úgy döntött, hogy szorosabbra fűzi normann kapcsolatait. 1059 júniusának végén Monte Cassinoba utazott, majd Melfi városába, amely a normannok által birtokolt Apulia fővárosa volt.
Megérkezte után zsinatot hívott össze, amelynek másik főszereplője Guiscard Róbert herceg volt. Miklós elismerte a herceg uralmát Apulia, Calabria és Szicília felett, amennyiben az utóbbit felszabadítja az iszlám hitű szaracénok fennhatósága alól. A területi felajánlásokért cserébe a herceg hűbéresküt tett a pápának, és éves adó fizetésére kötelezte magát. Ezen felül a normann uralkodók feladatának vette a Pápai Állam, annak minden birtoka és a pápaválasztás szabadsága feletti őrködést. Hasonló szövetséget kötött Miklós Richárd, capuai herceggel is, és a beneventoi zsinat után az elégedett egyházfő hatalmas normann sereggel az oldalán tért vissza Rómába. Ezzel a pápai hatalom kissé elfordult a német-római császároktól, és új világi szövetségesre bukkant.
Az egyesült seregek hamar elfoglalták Tusculumot, Praenestét, Nomentanumot, és közel egyéves ostrom után végre Galeria várát is. 1060-ban Rómában végre hivatalos formák között fosztották meg hivatalától Benedeket, majd Hildebrand javaslatára a Szent Ágnes-kolostorba zárták haláláig.

## Ellentétek az udvarral
A lateráni zsinat után Miklós legfőbb feladata volt, hogy az egész katolikus világban hírét adja az új törvényeknek, és azt minden távoli országban a kánoni jogok közé iktassák. A pápa István bíborost küldte el Franciaországba, hogy ott fogadtassa el a zsinat törvényeit. István majd 1060-ban a tours-i zsinaton győzte meg a francia klérust.
Sokkal nehezebb dolga volt Istvánnak Németországban, ahol a klérus erős ellenszenvvel fogadta a lateráni zsinat eredményeit. Egyrészt a császári hatalom erős korlátozását kifogásolták. Az udvar szerepe ezentúl egy ingatag privilégiummá süllyedt, amely csak a megerősítésre terjedt ki, ráadásul a pápai uralom támogatásával is a normannokat bízta meg a pápa. István öt napon keresztül győzködte a császári udvart és a klérust, de hiába. Távozta után a német papság semmisnek nyilvánította Miklós intézkedéseit és leváltását követelte. 

Az egyházfő higgadt és bátor választ adott a német követelésekre. 1061-ben összehívott egy újabb zsinatot, amelyen megerősítette a lateráni zsinat eredményeit, és hangsúlyosabban kifejezte a szimónia, és a papi házasság és bujaság tiltását.

## A három év vége
A német ellentétek végül megoldatlanul maradtak, mivel Miklós hamarosan váratlanul meghalt. 1061. július 27-ei halála után a firenzei Santa Reparata-templomban helyezték örök nyugalomra. Így abban a városban nyugszik, amelynek érseki székét pápasága alatt sem hagyta el. 

Rövid uralma során igen karakteres egyházfőként ismerték meg, és döntései sokszor mindmáig alapját képezik a katolikus kánoni törvényeknek.

## Művei
- Documenta Catholica Omnia (latin nyelven). (Hozzáférés: 2011. december 6.)